# Librettologie
Die Librettologie ist eine relativ junge literaturwissenschaftliche Forschungsdisziplin. Sie beschäftigt sich mit dem Libretto (d. h. mit Texten von Opern, Oratorien, Kantaten u. Ä.) nicht aus musikwissenschaftlicher, sondern aus literaturwissenschaftlicher Sicht. Der Text (sofern es nicht ein vertonter kanonischer Text beispielsweise der Liturgie ist) wird dabei nicht mehr als reiner Träger von Musik und Handlung gesehen, als „der Musik gehorsame Tochter“, wie Mozart es nannte, sondern als eigene literarische Gattung im Spannungsfeld zwischen literarischen, dramaturgischen und musikalischen Anforderungen.
Da Fragen der Intermedialität eine wichtige Rolle für die Librettologie spielen, ist diese – im System der Wissenschaften der Komparatistik – der vergleichenden Literaturwissenschaft zuzurechnen.
Da das Libretto als funktionale Gattung an der Schnittstelle zwischen Literatur und Musik angesiedelt ist, fühlten sich lange Zeit weder die Musik- noch die Literaturwissenschaft so recht zuständig. Dies änderte sich seit Mitte der 1980er Jahre, als sich eine literaturwissenschaftlich begründete Librettologie zu entwickeln begann. Wegweisend waren Veröffentlichungen des Amerikaners Patrick J. Smith (The Tenth Muse, 1971) sowie des deutschen Romanisten Albert Gier (Oper als Text: Romanistische Beiträge zur Libretto-Forschung, 1986; Das Libretto. Theorie und Geschichte einer musikoliterarischen Gattung, 1998). Diese und nachfolgende Forschungsarbeiten beziehen sich jedoch ausschließlich auf das Opernlibretto; systematische Untersuchungen zu anderen Libretti liegen bis dato nicht vor.
Die literaturwissenschaftliche Librettologie hat erreicht, dass das Libretto inzwischen als literarische Gattung angesehen wird, wenngleich es anderen poetischen und strukturellen Gesetzen unterliegt als autonome literarische Gattungen.